# Víctor Paz Estenssoro
Angél Víctor Paz Estenssoro (2. oktober 1907 – 7. juni 2001) var en boliviansk politiker. 
Han blev født i byen Tarija i regionen af samme navn i det sydlige Bolivia.
Han var Bolivias præsident 4 gange: 1952-1956; 1960-1964; 6. august 1964 – 4. november 1964 og sidst fra 1985-1989. 
Hans rolle i de radikale forandringer i 1952 med bl.a. nye love om jordfordeling, og i 1985 med demokratiske processer og nye økonomiske tiltag gør ham til en yderst vigtig personlighed i nyere boliviansk politisk historie.

Sammen med en gruppe politikere og interlektuelle stiftede Paz Estenssoro i 1941 det politiske parti Movimiento Nacionalista Revolucionario (MNR). Han var økonomiminister i 1941. Den 20. december 1943 var han medvirkende til et statskup sammen med Gualberto Villarroel, som afsatte general General Enrique Peñaranda. Estenssoro var en af grundstøtterne bag Villarroels regering. I 1946 flygtede Estenssoro i eksil til Buenos Aires i Argentina, efter at Villarroels regering blev væltet. 

## Revolutionen i 1952
Efter 6 år i eksil tog han tilbage til Bolivia for at stille op til præsidentvalget.